# Портер, Кайл
Кайл Невилл Портер (англ. Kyle Neville Porter; род. 19 января 1990, Торонто, Канада) — канадский футболист ямайского происхождения, защитник клуба «Скросоппи». Выступал за сборную Канады.

## Клубная карьера
Портер — воспитанник клуба «Ванкувер Уайткэпс». Из-за высокой конкуренции он выступал в основном за дублирующий состав «кепок», а также на правах аренды за резервную команду немецкого «Энерги». В 2010 году после возвращения из Германии Кайл дебютировал за команду из Ванкувера в матче против «Портленд Тимберс».
В 2011 году Портер перешёл в «Эдмонтон». 27 апреля в матче против «Торонто» он дебютировал в Первенстве Канады. 8 мая в поединке против «Атланта Силвербэкс» Кайл забил свой первый гол в NASL.
В 2013 году Портер ушёл на повышение в «Ди Си Юнайтед». 3 марта в матче против «Хьюстон Динамо» он дебютировал в MLS. 19 мая в поединке против «Спортинг Канзас-Сити» Кайл забил свой первый гол за «Ди Си». Для получения игровой практики он на правах аренды выступал за клуб USL Pro «Ричмонд Кикерс». В том же сезоне Портер помог команде выиграть Кубок Ламара Ханта. По окончании сезона 2014 «Ди Си Юнайтед» не продлил контракт с Портером.
4 марта 2015 года Кайл присоединился к «Атланта Силвербэкс». 5 апреля в матче против «Инди Илевен» он дебютировал за новый клуб. 12 апреля в поединке против «Оттава Фьюри» Портер забил свой первый гол за «Атланта Силвербэкс».
В январе 2016 года Портер вернулся в Канаду, подписав контракт с клубом «Оттава Фьюри». 3 июля в матче против «Нью-Йорк Космос» он дебютировал за новую команду. По завершении сезона клуб объявил о том, что не будет далее продлевать контракт с игроком.
В марте 2017 года Портер был подписан клубом USL «Тампа-Бэй Раудис». За «Раудис» он дебютировал 22 апреля, выйдя в стартовом составе в матче против «Чарлстон Бэттери». Первый гол за клуб из Сент-Питерсберга он забил 16 мая в ворота фарм-клуба «Джэксонвилл Армады» в матче второго раунда Открытого кубка США 2017.
8 февраля 2018 года Портер вернулся в «Оттава Фьюри».
13 июля 2018 года Портер вернулся в «Тампа-Бэй Раудис».
29 ноября 2018 года Портер подписал контракт с клубом «Йорк 9», став первым подписанным игроком новосформированного клуба новообразованной Канадской премьер-лиги. 9 декабря 2019 года Портер перезаключил контракт с «Йорк 9» на сезон 2020.
23 декабря 2020 года Портер вернулся в «Эдмонтон», подписав контракт на сезон 2021.

## Международная карьера
В 2007 году в составе юношеской сборной Канады Портер принял участие в юношеском чемпионате мира в Южной Корее. В 2009 году он защищал честь страны на молодёжном чемпионате КОНКАКАФ в Тринидаде и Тобаго.
26 января 2013 года в товарищеском матче против сборной Дании Кайл дебютировал за сборную Канады, заменив во втором тайме Расселла Тайберта.
Портер был включён в состав сборной Канады на Золотой кубок КОНКАКАФ 2013 в качестве замены получившему травму Нане Аттакоре. На турнире он сыграл в матчах против Мексики и Панамы.

## Достижения
«Ди Си Юнайтед»
- Обладатель Кубка Ламара Ханта: 2013